# The London Paper
The London Paper (obecně známé také jako thelondonpaper) byly britské, zadarmo šířené noviny. Byly vydávány společností NI Free Newspapers Ltd, což je pobočka nadnárodní společnosti News International, která vlastní a vydává mimo jiné i noviny The Sun a The Times. Byly vydávány od pondělí do pátku v centrálním Londýně od 4. září 2006 do 18. září 2009, kdy bylo vytištěno poslední vydání.
Díky novinám se proslavil burzovní analytik a pozdější spisovatel a kritik praktik ve finančním světě londýnské City Geraint Anderson, který zde přispíval svými anonymními sloupky, které později vytvořily základ jeho úspěšné knihy City Boy.